# 日比野靖
日比野 靖（ひびの やすし）は、日本の工学者（コンピュータアーキテクチャ・記号処理システム・マルチメディア通信）。学位は博士（工学）（東京工業大学・1995年）。国立大学法人北陸先端科学技術大学院大学理事（教育機構担当）・副学長・情報科学研究科教授。
日本電信電話ヒューマンインタフェース研究所主幹研究員、北陸先端科学技術大学院大学附属図書館館長、国立情報学研究所教授、内閣官房参与などを歴任した。

## 来歴

### 生い立ち
1970年、東京工業大学（のちの東京科学大学）を卒業し、工学士の称号を取得した。その後、東京工業大学の大学院に進学し、1972年に工学修士の学位を取得した。なお、のちに、1995年になって、東京工業大学より博士（工学）の学位を取得した。学位論文の題は　「記号処理計算機の高速化と汎用化に関する研究」。

### 研究者として
大学院修了後の1972年、日本電信電話公社に採用され、武蔵野電気通信研究所の研究員として配属された。1985年、日本電信電話公社は民営化され、日本電信電話が発足した。翌年、日本電信電話の基礎研究所にて、情報通信基礎研究部の第二研究室の室長に就任した。さらにその翌年には、日本電信電話のヒューマンインタフェース研究所にて、主幹研究員に就任した。
1993年、北陸先端科学技術大学院大学に転じ、情報科学研究科の教授に就任した。また、同年から1997年にかけて、北陸先端科学技術大学院大学附属図書館の館長も併任した。また、2002年からは、国立情報学研究所の教授も務めた。
現在は、北陸先端科学技術大学院大学の情報科学研究科の教授を務めるとともに、副学長を務めている。また、北陸先端科学技術大学院大学を設置、運営する法人「国立大学法人北陸先端科学技術大学院大学」にて、理事（教育機構担当）に就任しており、大学と法人の双方の運営に携わっている。また、2011年には内閣総理大臣の菅直人により内閣官房参与に任命され、同年3月20日付で就任した。なお、日比野が参与に起用された理由については、内閣官房長官の枝野幸男が記者会見にて明らかにしている。枝野は、日比野について「情報通信や情報処理等の分野において優れた見識」を有していると評したうえで、その見識を生かし、東北地方太平洋沖地震の対応について情報提供や助言をしてもらうためだと説明している。日比野は東京工業大学では菅直人と同窓生であった。数日前の同窓生による菅直人を囲む会に参加していた日比野に、菅直人が声を掛けた形となった。

## 研究
研究分野は工学であり、特に情報工学を専門とする。情報通信に関連する領域を中心に、研究に取り組んでいる。たとえば、コンピュータアーキテクチャ、記号処理システム、マルチメディア通信などに関する領域が挙げられる。
具体的には、プロセッサを集積させ極限まで微細化が進んだ状況下において、関数型言語適用時に高い並列性を得られるアーキテクチャについて研究している。また、LISP上での実時間問題解決における諸問題を、アーキテクチャにより支援する方法を研究している。この研究を基に、超並列記号処理マシンのアーキテクチャを構築しようと試みている。そのほかにも、ユビキタス環境での通信サービスにまつわる研究にも取り組んでいる。

## 略歴
- 1972年 - 日本電信電話公社武蔵野電気通信研究所研究員。
- 1986年 - 日本電信電話基礎研究所情報通信基礎研究部第二研究室室長。
- 1987年 - 日本電信電話ヒューマンインタフェース研究所主幹研究員。
- 1993年 - 北陸先端科学技術大学院大学情報科学研究科教授。
- 1993年 - 北陸先端科学技術大学院大学附属図書館館長。
- 2002年 - 国立情報学研究所教授。
- 2011年 - 内閣官房参与。
- 2023年 - ヤマト運輸 オペレーション

輸配送プロセスエンジニアリング部
部長